# Liste der Baudenkmäler in Blindheim
Auf dieser Seite sind die Baudenkmäler in der schwäbischen Gemeinde Blindheim zusammengestellt. Diese Tabelle ist eine Teilliste der Liste der Baudenkmäler in Bayern. Grundlage ist die Bayerische Denkmalliste, die auf Basis des Bayerischen Denkmalschutzgesetzes vom 1. Oktober 1973 erstmals erstellt wurde und seither durch das Bayerische Landesamt für Denkmalpflege geführt wird. Die folgenden Angaben ersetzen nicht die rechtsverbindliche Auskunft der Denkmalschutzbehörde.

## Baudenkmäler nach Ortsteilen

### Blindheim
| Lage                                                       | Objekt                                        | Beschreibung | Akten-Nr.              | Bild                 |
| ---------------------------------------------------------- | --------------------------------------------- | --- | ---------------------- | -------------------- |
| Bahnhofstraße 5 (Standort)                                 | Wohnhaus, wohl ehemaliges Pfründehaus         | eingeschossiger Satteldachbau mit Giebelgesimsen, 2. Hälfte 18. Jahrhundert | D-7-73-119-2 Wikidata  | BW                   |
| Bahnhofstraße 28 (Standort)                                | Bildstock                                     | Bildsäule mit Reliefaufsatz, Maria und Johannes, 1704. | D-7-73-119-10 Wikidata | BW                   |
| Donaustraße 14 (Standort)                                  | Ehemaliges Bauernhaus                         | eingeschossiger, giebelständiger Satteldachbau mit Trauf- und Eckgesimsen, 18. Jahrhundert; Scheune mit korbbogigem Tor | D-7-73-119-3 Wikidata  | BW                   |
| Höchstädter Straße 2 (Standort)                            | Katholische Pfarrkirche St. Martin            | dreischiffiges Langhaus mit Tonnengewölbe und eingezogenem Chor, Turmuntergeschoss und Chor 15. Jahrhundert, 1660 Turm durch Johann Serro erhöht, Barockisierung und Neubau des Langhauses 1711/12, Umgestaltung des Langhauses in Dreischiffigkeit 1907/08; mit Ausstattung (siehe auch: Kanzel und Taufbecken) | D-7-73-119-1 Wikidata  | weitere Bilder       |
| Martinstraße 1 (Standort)                                  | Ehemaliges Pfarrhaus                          | zweigeschossiger Satteldachbau mit Traufgesims und profilierten Giebelgesimsen, 18. Jahrhundert. | D-7-73-119-6 Wikidata  | weitere Bilder       |
| Martinstraße 2 (Standort)                                  | Ehemaliges Schulhaus                          | zweigeschossiger Walmdachbau mit profiliertem Traufgesims, 18. Jahrhundert | D-7-73-119-8 Wikidata  | Ehemaliges Schulhaus |
| Nebelbachstraße 15 a, 15 b (Standort)                      | Ehemalige Breisachermühle                     | stattlicher zweigeschossiger Satteldachbau mit dreigeschossigem Giebel, im Kern 17./18. Jahrhundert; Scheune, 1904. | D-7-73-119-7 Wikidata  | BW                   |
| Petersruhstraße 5 (Standort)                               | Ehemalige Simonsmühle                         | zweigeschossiger Satteldachbau, 1852 (dendrochronologisch datiert). | D-7-73-119-16 Wikidata | weitere Bilder       |
| Weiherbrunnenstraße 9 (Standort)                           | Ehemaliges Bauernhaus, seit 1998 Heimatmuseum | Wohnteil eines ehemaligen Einfirsthofes, eingeschossiger Satteldachbau mit Zwerchhaus, im Kern Mitte 17. Jahrhundert, Erweiterung im 18. Jahrhundert. | D-7-73-119-9 Wikidata  | weitere Bilder       |
| Kellerberg (nordwestlich des Ortes an der B 16) (Standort) | Denkmal für die Schlacht bei Blindheim (1704) | Pyramide von aufgeschichteten Natursteinen mit Inschriftenplatte, wohl um 1900; in einem Gehölz südöstlich an der B 16, Flur „Kellerberg“ | D-7-73-119-15          | weitere Bilder       |

### Berghausen
| Lage                    | Objekt                 | Beschreibung                                  | Akten-Nr.              | Bild |
| ----------------------- | ---------------------- | --------------------------------------------- | ---------------------- | ---- |
| Berghausen 2 (Standort) | Katholische Wegkapelle | schlichter Rechteckbau, Ende 18. Jahrhundert. | D-7-73-119-11 Wikidata | BW   |

### Unterglauheim
| Lage                      | Objekt                           | Beschreibung                                                                                   | Akten-Nr.              | Bild           |
| ------------------------- | -------------------------------- | ---------------------------------------------------------------------------------------------- | ---------------------- | -------------- |
| Hauptstraße 53 (Standort) | Katholische Pfarrkirche St. Veit | Saalbau mit Tonnengewölbe und eingezogenem Chor, mit freistehendem Turm, 1921; mit Ausstattung | D-7-73-119-12 Wikidata | weitere Bilder |

### Weilheim
| Lage                                | Objekt     | Beschreibung                                                                       | Akten-Nr.              | Bild |
| ----------------------------------- | ---------- | ---------------------------------------------------------------------------------- | ---------------------- | ---- |
| Nähe Schwennenbacher Weg (Standort) | Wegkapelle | Rechteckbau mit abgewalmtem Satteldach, Giebelseite mit offenem Korbbogen, um 1700 | D-7-73-119-13 Wikidata | BW   |

### Wolpertstetten
| Lage                         | Objekt                                | Beschreibung | Akten-Nr.              | Bild           |
| ---------------------------- | ------------------------------------- | --- | ---------------------- | -------------- |
| Wolpertstetten 21 (Standort) | Katholische Filialkirche St. Nikolaus | Einschiffiger Bau mit Stichkappentonne und korbbogigem Chorschluss, im Auftrag von Abt Cölestin I. Meermoos von Kaisheim 1750 vielleicht durch Johann Georg Hitzelberger errichtet; mit Ausstattung | D-7-73-119-14 Wikidata | weitere Bilder |